# Needles (Black Hills)
Pour l’article homonyme, voir Needles.
Les Needles se situent dans les Black Hills en Dakota du Sud. La région est constituée de pics montagneux aux formes diverses constitués de granite érodé.  Le tourisme y est  très développé avec notamment de l’escalade. 
Les Needles étaient le site proposé à l’origine à la place du mont Rushmore.

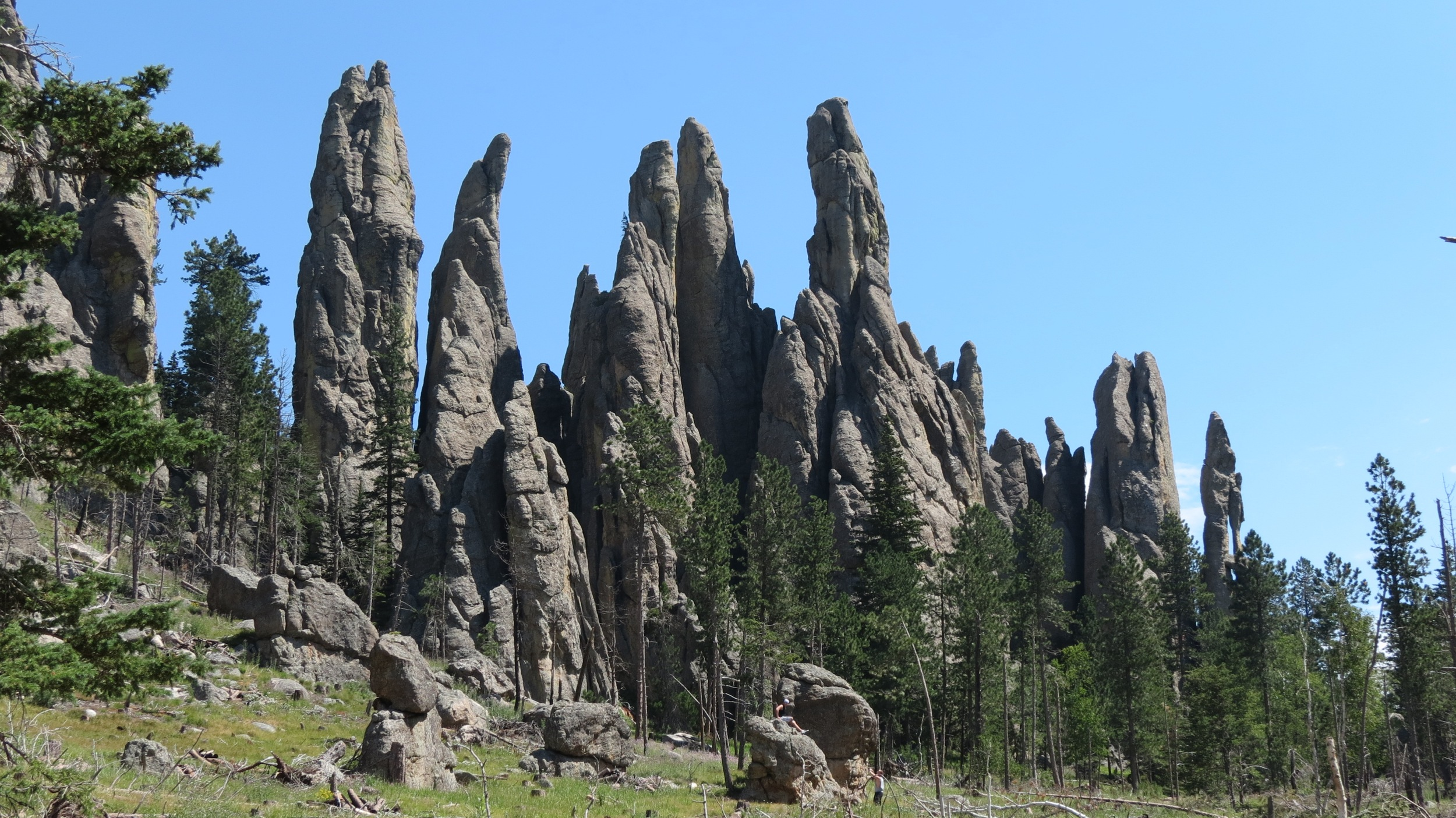
Vue des Needles.